# 大公桥街道
大公桥街道，是中华人民共和国湖北省宜昌市伍家岗区下辖的一个乡级行政单位，东起胜利一路，西到一马路，南濒长江，北靠铁路，上与西陵区云集街道相邻，下与伍家岗区万寿桥街道相接，面积2.5平方公里，人口42420人。街道办事处驻胜利一路1号。
大公桥地处宜昌市城区中心地带，历史悠久，所辖“九码头”一带自1876年开埠以来，一直是宜昌的门户、水陆客运中心和重要的人流集散地，商业繁荣，在宜昌市民心中有极高的知名度。辖区有国际大酒店、滨江国际等大型高档星级酒店及休闲购物场所，更有夷陵长江大桥、世界和平公园等城市景观。

## 行政区划
大公桥街道辖以下地区：
力行街社区、隆康路社区、胜利四路社区、大公桥社区、八宝塔社区、北山坡社区、金家台社区和胜利二路社区。